# Angela Davis
Angela Yvonne Davis (Birmingham, 26 de janeiro de 1944) é uma professora, filósofa e ativista socialista estadunidense, que alcançou notoriedade mundial na década de 1970 como integrante do Partido Comunista dos Estados Unidos, do grupo Panteras Negras, por sua militância pelos direitos das mulheres e contra a discriminação social e racial nos Estados Unidos, por ser uma referência entre os marxistas e ser personagem de um dos mais polêmicos e famosos julgamentos criminais da recente história dos EUA, .

## Biografia
Angela nasceu no estado do Alabama, um dos mais racistas do sul dos Estados Unidos, e desde cedo conviveu com humilhações de cunho racial em sua cidade. Leitora voraz  quando criança, aos 14 anos participou de um intercâmbio colegial, que oferecia bolsas de estudo para estudantes negros sulistas em escolas integradas do norte do país, o que a levou a estudar no Greenwich Village, em Nova Iorque, onde travou conhecimento com o comunismo e o socialismo teórico marxista, sendo recrutada para uma organização comunista de jovens estudantes.
Na década de 1960, Angela tornou-se militante do partido e participante ativa dos movimentos negros e feministas que sacudiam a sociedade norte-americana da época, primeiro como filiada da SNCC de Stokely Carmichael e depois de movimentos e organizações políticas como o Black Power e os Panteras Negras.
Angela lecionou por 17 anos no Departamento de História da Consciência na prestigiada Universidade da Califórnia-Santa Cruz. Recebeu o título de professora emérita da Universidade da Califórnia e se aposentou em 2008. Após sua aposentadoria continuou sua rotina de palestras e cursos em diversas universidades e centros culturais por todo o mundo.  Em 2019 passou a integrar o National Women’s Hall of Fame dos Estados Unidos.

### Notoriedade e prisão
Em 18 de agosto de 1970, Angela Davis tornou-se a terceira mulher a integrar a Lista dos Dez Fugitivos Mais Procurados do FBI, ao ser acusada de conspiração, sequestro e homicídio, por causa de uma suposta ligação com uma tentativa de fuga do tribunal do Palácio de Justiça do Condado de Marin, em São Francisco.
Durante o verão daquele ano, Angela estava envolvida nos esforços dos Panteras Negras para conquistar o apoio da sociedade a três militantes presos, George Jackson, Fleeta Drumgo e John Clutchette, conhecidos como os “Irmãos Soledad”, por terem sido enviados à Prisão de Soledad, em Monterey.
No dia 7 de agosto, Jonathan Jackson, o irmão de 17 anos de George, em companhia de dois outros rapazes, irrompeu de armas na mão um julgamento num tribunal, na tentativa de ajudar a fuga do réu do caso, o amigo James McClain, acusado de ter esfaqueado um policial. Jonathan e seus amigos se levantaram do meio da assistência na sala do júri e renderam todos no recinto, conduzindo o juiz, o promotor e vários jurados para uma van estacionada do lado de fora. Ao entrar na van, Jackson gritou que queria os “Irmãos Soledad soltos até o meio dia e meia em troca da vida dos reféns”.
No tiroteio que se seguiu com a perseguição policial ao grupo, Jonathan e um amigo foram mortos pela polícia, não sem antes matarem o juiz Harold Haley com um tiro na garganta, e o promotor raptado ficou paralítico com um tiro da polícia. As investigações que se seguiram identificaram a arma de Jonathan como registrada em nome de Angela Davis.

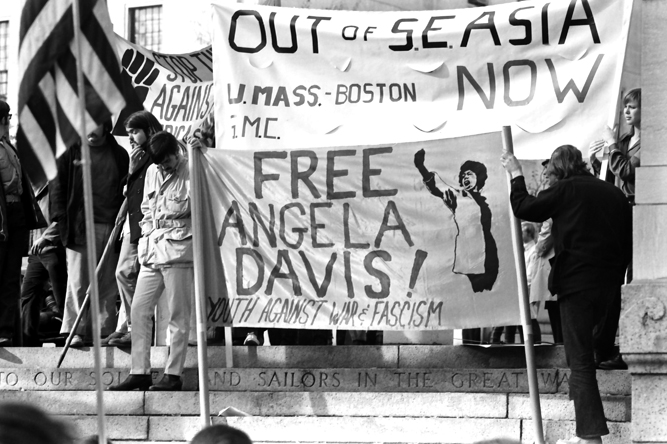
Manifestação em Boston pela libertação de Angela Davis, 1970

Com sua prisão decretada pelo estado da Califórnia e o FBI em seu encalço, Angela fugiu do estado e desapareceu por dois meses, sendo alvo de uma das maiores caçadas humanas do país na época, acompanhada dia a dia pela mídia, até ser presa em Nova Iorque em outubro. O julgamento de dezoito meses que se seguiu colocou uma mulher negra, jovem, culta, assessorada por uma equipe brilhante de advogados, no centro das atenções da imprensa, num paralelo que só seria igualado décadas depois pelo julgamento de O. J. Simpson. Nos longos debates na corte, não apenas o caso criminal envolvido veio à tona, mas uma grande discussão sobre a condição negra na sociedade norte-americana foi travada. Manifestações diárias por sua libertação e absolvição ocorriam do lado de fora do tribunal e por todo o país, transmitidos ao vivo pela televisão.
Dezoito meses após o início do julgamento, Angela foi inocentada de todas as acusações e libertada. John Lennon e Yoko Ono lançaram a música Angela em sua homenagem e os Rolling Stones gravaram Sweet Black Angel, cuja letra falava de seus problemas legais e pedia sua libertação.

### Celebridade e liberdade
Finalmente livre, Angela foi temporariamente para Cuba, seguindo os passos de seus amigos, os ativistas radicais Huey Newton e Stokely Carmichael. Sua recepção na ilha pelos negros cubanos num comício de massa foi tão entusiástica que ela mal pôde discursar. De acordo com Carlos Moore, um escritor bastante crítico das relações raciais na Cuba comunista, sua visita ao país causou grande impacto entre a população negra, num tempo em que expressões de identidade racial eram bem raras em Cuba. Suas credenciais revolucionárias permitiram às pessoas da ilha se identificarem com seus pensamentos em público, sem medo de serem apontados como contrarrevolucionários pelo governo cubano.
Em 1975, a militante socialista envolveu-se em novo embate polêmico, quando, em discurso contra ela, o dissidente russo Aleksandr Solzhenitsyn, em Nova Iorque, acusou-a de hipocrisia por sua simpatia para com a União Soviética, já que omitia as condições dos presos políticos sob regime comunista. Em sua crítica, Solzhenitsyn mencionava uma carta de presos políticos checos endereçada a Angela, na qual pediam socorro, esperando que sua condição de celebridade comunista contribuísse para livrá-los da perseguição do Estado, e que denunciasse as duras condições de sobrevivência na cadeia. Os missivistas diziam-se vítimas da mesma injustiça que a própria Angela sofrera antes deles, pois também não tinham culpa, mas estavam presos. A resposta de Angela: “Eles merecem o que tiveram, que continuem na prisão!”, repercutiu muito na mídia da época.

### Posteridade
Angela Davis candidatou-se a vice-presidente dos Estados Unidos em 1980 e 1984 como companheira de chapa de Gus Hall, presidente do Partido Comunista Americano, tendo votação irrisória. Continuou sua carreira de ativista política e escreveu diversos livros, principalmente sobre as condições carcerárias no país.
Não se considera uma reformista prisional, mas uma abolicionista. Em suas palestras, refere-se sempre ao sistema carcerário dos Estados Unidos como um complexo industrial de prisões. Davis advoga, como solução para o problema, a extinção do cumprimento de penas em presídios, apontando que a maioria dos presidiários do país são negros e latinos, e atribui essa constatação, à origem de classe e raça dos apenados.
Nos últimos anos, continua a proferir discursos e palestras, principalmente em ambientes universitários e se mantém como uma figura proeminente na luta pela abolição da pena de morte na Califórnia. Em 1977-1978 foi-lhe atribuído o Prêmio Lênin da Paz.

## Documentário

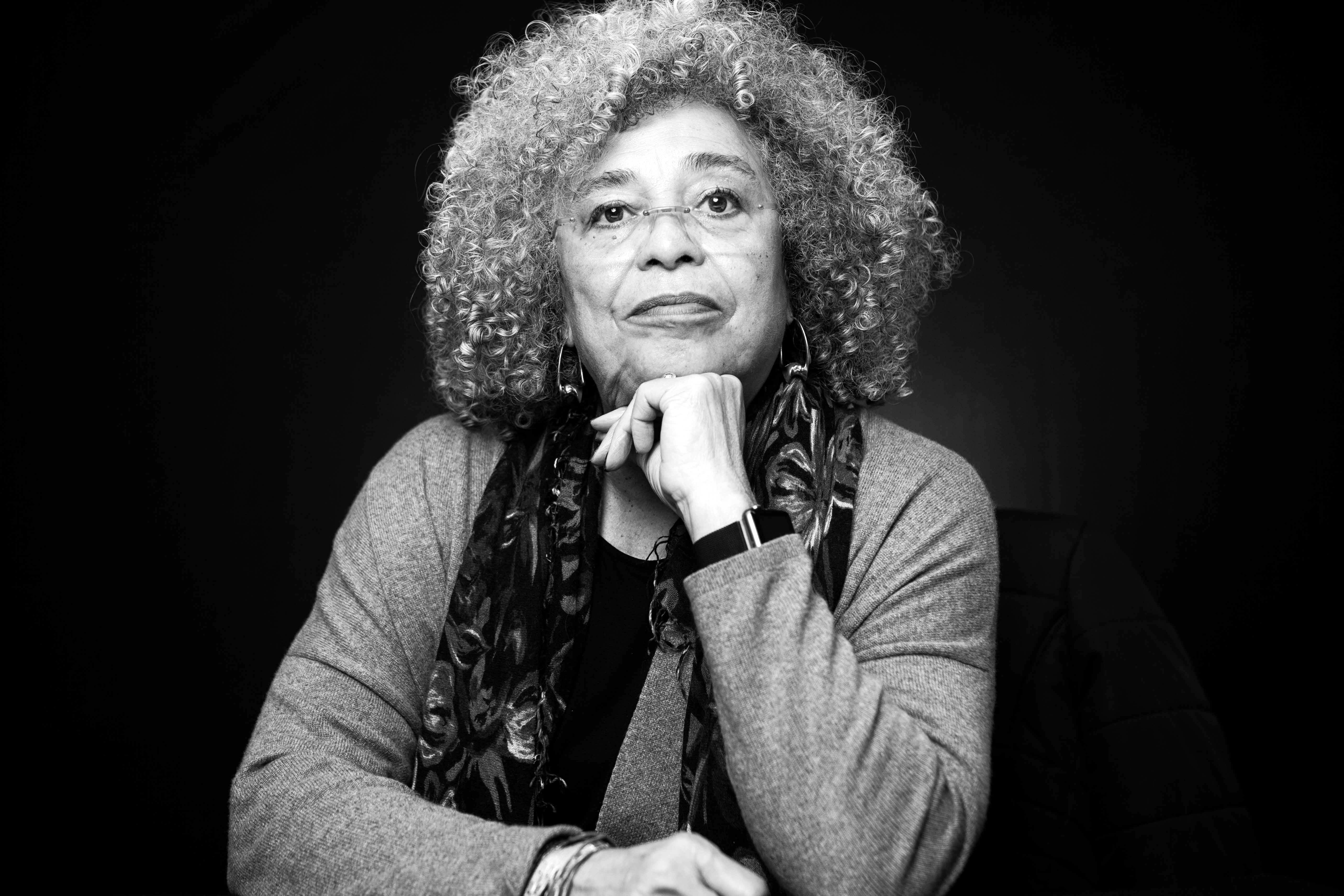
2019

Shola Lynch dirigiu o documentário Libertem Angela Davis (2012).

## Obra

### Livros em português
- Mulheres, Raça e Classe (2016) - ISBN: 978-85-7559-503-9
- Mulheres, Cultura e Política (2017) - ISBN: 978-85-7559-565-7
- A liberdade é uma luta constante (2018) - ISBN: 978-85-7559-612-8
- Estarão As Prisões Obsoletas? (2018) - ISBN: 978-85-7432-148-6
- Angela Davis: Uma autobiografia (2019) - ISBN: 978-85-7559-683-8
- O sentido da liberdade: E outros diálogos (2022) - ISBN: 978-65-5717-183-7

### Livros em inglês
- If They Come in the Morning: Voices of Resistance (Nova York: Third Press, 1971), ISBN 0-893-88022-1.
- Angela Davis: An Autobiography, Random House (1974), ISBN 0-394-48978-0.
- Joan Little: The Dialectics of Rape (New York: Lang Communications, 1975)[21]
- Women, Race and Class, Random House (1981), ISBN 0-394-71351-6.
- Women, Culture & Politics, Vintage (1990), ISBN 0-679-72487-7.
- The Angela Y. Davis Reader (ed. Joy James), Wiley-Blackwell (1998), ISBN 0-631-20361-3.
- Blues Legacies and Black Feminism: Gertrude "Ma" Rainey, Bessie Smith, and Billie Holiday, Vintage Books (1999), ISBN 0-679-77126-3.
- Are Prisons Obsolete?, Seven Stories Press (2003), ISBN 1-58322-581-1.
- Abolition Democracy: Beyond Prisons, Torture, and Empire, Seven Stories Press (2005), ISBN 1-58322-695-8.
- The Meaning of Freedom: And Other Difficult Dialogues (City Lights, 2012), ISBN 978-0872865808.
- Freedom Is a Constant Struggle: Ferguson, Palestine, and the Foundations of a Movement, Haymarket Books (2015), ISBN 978-1-60846-564-4.
- Herbert Marcuse, Philosopher of Utopia: A Graphic Biography (City Lights, 2019), ISBN 9780872867857.

## Ligação externa
- «10 mujeres negras que han cambiado la historia» (em espanhol)
- «Angela Biography» (em inglês)
- «Angela Davis: uma pantera negra»